# Campeonato Mundial de Voleibol Masculino Sub-21 de 2025
O Campeonato Mundial de Voleibol Masculino Sub-21 da FIVB de 2025 será a 23ª edição do Campeonato Mundial de Voleibol Masculino Sub-21 da FIVB , disputado pelas seleções nacionais masculinas com menos de 21 anos dos membros da Fédération Internationale de Volleyball (FIVB), o órgão regulador global do esporte. Será realizado em Jiangmen na China de 21 a 31 de agosto de 2025. 

## Processo de candidatura
Em 28 de março de 2024, a FIVB abriu o processo de licitação para associações-membro de países interessados em sediar um dos quatro Campeonatos Mundiais por Faixa Etária em 2025 (ou seja, Campeonatos Mundias Sub-19 Masculino e Feminino e Campeonatos Mundiais Sub-21 Masculino e Feminino). Uma manifestação de interesse das associações-membro teve que foi submetida à FIVB até 30 de abril de 2024, 18:00 (UTC+2). 
Em 10 de setembro de 2024, a FIVB anunciou que a China foi selecionada como anfitriã do Campeonato Mundial Masculino Sub-21 de 2024.

## Local de jogo
| Jiangmen, China        |
| ---------------------- |
| Jiangmen Sports Center |
| Capacidade: 8,500      |

## Seleções participantes

### Qualificação
Um total de 24 seleções nacionais se classificarão para o torneio final. Além da seleção anfitriã e dos atuais campeões que se classificaram automaticamente, outras 20 seleções se classificarão por meio de cinco torneios separados. Duas equipes restantes entrarão no torneio por meio do Classificação Mundial Sub-21 Masculina da FIVB (em 31 de dezembro de 2024) entre as equipes ainda não classificadas.
| Confederação                                 | Torneio classificatório                                                                            | Equipe classificada | Participações | Participações | Participações | Melhor desempenho anterior        |
| Confederação                                 | Torneio classificatório                                                                            | Equipe classificada | Total         | Primeira      | Última        | Melhor desempenho anterior        |
| -------------------------------------------- | -------------------------------------------------------------------------------------------------- | ------------------- | ------------- | ------------- | ------------- | --------------------------------- |
| AVC (Ásia e Oceania)                         | País anfitrião                                                                                     | China               | 17ª           | 1977          | 2019          | Vice-campeão (1977)               |
| AVC (Ásia e Oceania)                         | Atual campeão                                                                                      | Irão                | 15ª           | 1993          | 2023          | Campeões (2019, 2023)             |
| AVC (Ásia e Oceania)                         | Campeonato Asiático Masculino Sub-20 de 2024 ( Surabaia, 23 a 30 de julho)                         | Coreia do Sul       | 14ª           | 1977          | 2019          | Campeões (1987)                   |
| AVC (Ásia e Oceania)                         | Campeonato Asiático Masculino Sub-20 de 2024 ( Surabaia, 23 a 30 de julho)                         | Japão               | 14ª           | 1977          | 2017          | Vice-campeões (1989)              |
| AVC (Ásia e Oceania)                         | Campeonato Asiático Masculino Sub-20 de 2024 ( Surabaia, 23 a 30 de julho)                         | Indonésia           | 2ª            | 1989          | 1989          | Décimo quinto (1989)              |
| AVC (Ásia e Oceania)                         | Campeonato Asiático Masculino Sub-20 de 2024 ( Surabaia, 23 a 30 de julho)                         | Cazaquistão         | 1ª            | Estreia       | Estreia       | Nenhum                            |
| AVC (Ásia e Oceania)                         | Classificação Mundial FIVB Sub-21 Masculina                                                        | Tailândia           | 4ª            | 1999          | 2023          | Oitavo lugar (2023)               |
| CAVB (África)                                | Campeonato Africano de Voleibol das Nações Sub-20 Masculino de 2024 ( Tunis, 5 a 10 de agosto)     | Tunísia             | 14ª           | 1985          | 2023          | Nono lugar (1999, 2005)           |
| CAVB (África)                                | Campeonato Africano de Voleibol das Nações Sub-20 Masculino de 2024 ( Tunis, 5 a 10 de agosto)     | Egito               | 15ª           | 1981          | 2023          | Nono lugar (2003, 2023)           |
| CAVB (África)                                | Campeonato Africano de Voleibol das Nações Sub-20 Masculino de 2024 ( Tunis, 5 a 10 de agosto)     | Marrocos            | 8ª            | 1999          | 2021          | Nono lugar (2005)                 |
| CEV (Europa)                                 | Campeonato Europeu Masculino Sub-20 de 2024 ( Vrnjačka Banja e Arta, 26 de agosto a 7 de setembro) | França              | 7ª            | 1985          | 2015          | Vice-campeões (1999)              |
| CEV (Europa)                                 | Campeonato Europeu Masculino Sub-20 de 2024 ( Vrnjačka Banja e Arta, 26 de agosto a 7 de setembro) | Chéquia             | 7ª            | 1991          | 2023          | Terceiro lugar (1993)             |
| CEV (Europa)                                 | Campeonato Europeu Masculino Sub-20 de 2024 ( Vrnjačka Banja e Arta, 26 de agosto a 7 de setembro) | Bulgária            | 11ª           | 1985          | 2023          | Campeões (1991)                   |
| CEV (Europa)                                 | Campeonato Europeu Masculino Sub-20 de 2024 ( Vrnjačka Banja e Arta, 26 de agosto a 7 de setembro) | Itália              | 17ª           | 1985          | 2023          | Campeões (2021)                   |
| CEV (Europa)                                 | Campeonato Europeu Masculino Sub-20 de 2024 ( Vrnjačka Banja e Arta, 26 de agosto a 7 de setembro) | Ucrânia             | 4ª            | 1999          | 2017          | Nono lugar (1999)                 |
| CEV (Europa)                                 | Campeonato Europeu Masculino Sub-20 de 2024 ( Vrnjačka Banja e Arta, 26 de agosto a 7 de setembro) | Turquia             | 4ª            | 2013          | 2017          | Sexto lugar (2013, 2015)          |
| CEV (Europa)                                 | Classificação Mundial Sub-21 Masculina da FIVB                                                     | Polónia             | 13ª           | 1989          | 2023          | Campeões (1997, 2003, 2017)       |
| CSV (América do Sul)                         | Campeonato Sul-Americano Masculino Sub-21 de 2024 ( Callao, 30 de outubro a 3 de novembro)         | Brasil              | 23ª           | 1977          | 2023          | Campeões (1993, 2001, 2007, 2009) |
| CSV (América do Sul)                         | Campeonato Sul-Americano Masculino Sub-21 de 2024 ( Callao, 30 de outubro a 3 de novembro)         | Colômbia            | 2ª            | 1977          | 1977          | Oitavo lugar (1977)               |
| CSV (América do Sul)                         | Campeonato Sul-Americano Masculino Sub-21 de 2024 ( Callao, 30 de outubro a 3 de novembro)         | Argentina           | 18ª           | 1977          | 2023          | Vice-campeões (2011, 2015)        |
| NORCECA (América do Norte, Central e Caribe) | Campeonato masculino sub-21 NORCECA de 2024 ( Nogales, 9–17 de junho)                              | Estados Unidos      | 11ª           | 1977          | 2023          | Quarto lugar (2011)               |
| NORCECA (América do Norte, Central e Caribe) | Campeonato masculino sub-21 NORCECA de 2024 ( Nogales, 9–17 de junho)                              | Canadá              | 14ª           | 1977          | 2023          | Quinto lugar (1999)               |
| NORCECA (América do Norte, Central e Caribe) | Campeonato masculino sub-21 NORCECA de 2024 ( Nogales, 9–17 de junho)                              | Cuba                | 15ª           | 1981          | 2021          | Vice-campeões (1987, 2009, 2017)  |
| NORCECA (América do Norte, Central e Caribe) | Campeonato masculino sub-21 NORCECA de 2024 ( Nogales, 9–17 de junho)                              | Porto Rico          | 6ª            | 1989          | 2019          | Nono lugar (1997)                 |

1. ↑  Competiu como Tchecoslováquia em 1991 e 1993; 4 aparições como República Tcheca.

## Fórmula de disputa
A competição será disputada por 24 seleções mundiais, distribuídas proporcionalmente em quatro grupos, A, B, C e D, todas se enfreando em cada grupo, resultando em 16 times classificados para a disputa das oitavas de final e as demais disputarão as posições do décimo sétimo ao vigésimo lugares As equipes vencedoras da fase de oitavas de final disputarão as quartas de final e as eliminadas as disputas pelas posições inferiores; já as vencedoras da quartas de final disputarão a semifinal e as eliminadas disputarão do quinto ao oitavo lugares. As equipes que venceram as semifinais competirão pelo título na grande final e as perdedoras a disputa pelo bronze.

## Grupos
O sorteio para a composição dos grupos foi realizado em 4 de dezembro de 2024 na sede da FIVB em Lausanne , Suíça . As 24 equipes participantes serão divididas em quatro grupos de todos contra todos, com a nação anfitriã e os campeões atuais recebendo as maiores classificações. A restante das equipes derrotas são definições em um sistema serpentina com base em suas posições nos pertinentes Rankings Mundiais da FIVB.«025 Grupos do Campeonato Mundial Juvenil de Voleibol da FIVB serão sorteados em 4 de dezembro». 6 de novembro de 2024. Consultado em 8 de agosto de 2025
O ranking mundial feminino sub-21 da FIVB de cada equipe em 30 de setembro de 2024 é mostrado entre parênteses, exceto a anfitriã Indonésia, que ficou em 66ºlugar.
| - China (Anfitrião, atribuídos a A1) - Irão (1), atribuído a B1 - Bulgária (2), atribuído a C1 - Itália (3), atribuído a D1 | - Argentina (4), atribuído a D2 - Brasil (5), atribuído a C2 - Polónia (6), atribuído a B2 - Egito (7), atribuído a A2 | - Canadá (8) - Estados Unidos (9) - Chéquia (10) - Tunísia (12) | - Tailândia (13) - França (13) - Coreia do Sul (15) - Colômbia (15) | - Marrocos (18) - Japão (18) - Ucrânia (20) - Porto Rico (20) | - Indonésia (20) - Cazaquistão (26) - Turquia (29) - Cuba (66) |

O procedimento do sorteio também seguiu o sistema serpentina e foi o seguinte:
- As equipes do pote 4 foram sorteadas primeiro e colocadas na linha 6 de cada grupo, começando do grupo D até o grupo A.
- As equipes do pote 3 foram então sorteadas e colocadas na linha 5 de cada grupo, começando do grupo A até o grupo D.
- As equipes do pote 2 foram então sorteadas e colocadas na linha 4 de cada grupo, começando do grupo D até o grupo A.
- As equipes do pote 1 foram então sorteadas e colocadas na linha 3 de cada grupo, começando do grupo A até o grupo D.

A composição dos grupos após o sorteio foi a seguinte:
| Pos | Equipe         |
| --- | -------------- |
| A1  | China          |
| A2  | Egito          |
| A3  | Estados Unidos |
| A4  | Tailândia      |
| A5  | Marrocos       |
| A6  | Turquia        |

| Pos | Equipe        |
| --- | ------------- |
| B1  | Irão          |
| B2  | Polónia       |
| B3  | Canadá        |
| B4  | Coreia do Sul |
| B5  | Porto Rico    |
| B6  | Cazaquistão   |

| Pos | Equipe   |
| --- | -------- |
| C1  | Bulgária |
| C2  | Brasil   |
| C3  | Chéquia  |
| C4  | Colômbia |
| C5  | Japão    |
| C6  | Cuba     |

| Pos | Equipe    |
| --- | --------- |
| D1  | Itália    |
| D2  | Argentina |
| D3  | Tunísia   |
| D4  | França    |
| D5  | Ucrânia   |
| D6  | Indonésia |

## Fase preliminar
- Todos as partidas são no horário local chinês (UTC+8).

|  | Qualificados para as Oitavas de Final                 |
|  | Qualificados para a Disputa do 17° lugar ao 24° lugar |

### Grupo A
Classificação
|     |                |     | Jogos | Jogos | Jogos | Pontos | Pontos | Pontos | Sets | Sets | Sets |
| Pos | Equipe         | Pts | T     | V     | D     | V      | P      | R      | V    | P    | R    |
| --- | -------------- | --- | ----- | ----- | ----- | ------ | ------ | ------ | ---- | ---- | ---- |
| 1   | China          | 0   | 0     | 0     | 0     | 0      | 0      | MAX    | 0    | 0    | MAX  |
| 2   | Egito          | 0   | 0     | 0     | 0     | 0      | 0      | MAX    | 0    | 0    | MAX  |
| 3   | Estados Unidos | 0   | 0     | 0     | 0     | 0      | 0      | MAX    | 0    | 0    | MAX  |
| 4   | Tailândia      | 0   | 0     | 0     | 0     | 0      | 0      | MAX    | 0    | 0    | MAX  |
| 5   | Marrocos       | 0   | 0     | 0     | 0     | 0      | 0      | MAX    | 0    | 0    | MAX  |
| 6   | Turquia        | 0   | 0     | 0     | 0     | 0      | 0      | MAX    | 0    | 0    | MAX  |

Resultados
| Data   | Hora  |                | Placar |                | Set 1 | Set 2 | Set 3 | Set 4 | Set 5 | Total | Relatório                  |
| ------ | ----- | -------------- | ------ | -------------- | ----- | ----- | ----- | ----- | ----- | ----- | -------------------------- |
| 21 ago | 11:00 | Estados Unidos | –      | Tailândia      | –     | –     | –     |       |       | 0–0   | [Estatísticas] [Relatório] |
| 21 ago | 14:00 | China          | –      | Turquia        | –     | –     | –     |       |       | 0–0   | [Estatísticas] [Relatório] |
| 21 ago | 17:00 | Egito          | –      | Marrocos       | –     | -     | –     |       |       | 0–0   | [Estatísticas] [Relatório] |
| 22 ago | 11:00 | Egito          | –      | Tailândia      | –     | –     | –     |       |       | 0–0   | [Estatísticas] [Relatório] |
| 22 ago | 14:00 | Estados Unidos | –      | Turquia        | –     | –     | –     |       |       | 0–0   | [Estatísticas] [Relatório] |
| 22 ago | 17:00 | China          | –      | Marrocos       | –     | –     | –     |       |       | 0–0   | [Estatísticas] [Relatório] |
| 23 ago | 11:00 | Egito          | –      | Estados Unidos | –     | –     | –     |       |       | 0–0   | [Estatísticas] [Relatório] |
| 23 ago | 14:00 | Marrocos       | –      | Turquia        | –     | –     | –     |       |       | 0–0   | [Estatísticas] [Relatório] |
| 23 ago | 17:00 | China          | –      | Tailândia      | –     | –     | –     |       |       | 0–0   | [Estatísticas] [Relatório] |
| 25 ago | 11:00 | Egito          | –      | Turquia        | –     | –     | –     |       |       | 0–0   | [Estatísticas] [Relatório] |
| 25 ago | 14:00 | China          | –      | Estados Unidos | –     | –     | –     |       |       | 0–0   | [Estatísticas] [Relatório] |
| 25 ago | 17:00 | Tailândia      | –      | Marrocos       | –     | –     | –     |       |       | 0–0   | [Estatísticas] [Relatório] |
| 26 ago | 11:00 | Tailândia      | –      | Turquia        | –     | –     | –     |       |       | 0–0   | [Estatísticas] [Relatório] |
| 26 ago | 14:00 | Estados Unidos | –      | Marrocos       | –     | –     | –     |       |       | 0–0   | [Estatísticas] [Relatório] |
| 26 ago | 17:00 | China          | –      | Egito          | –     | –     | –     |       |       | 0–0   | [Estatísticas] [Relatório] |

### Grupo B
Classificação
|     |               |     | Jogos | Jogos | Jogos | Pontos | Pontos | Pontos | Sets | Sets | Sets |
| Pos | Equipe        | Pts | T     | V     | D     | V      | P      | R      | V    | P    | R    |
| --- | ------------- | --- | ----- | ----- | ----- | ------ | ------ | ------ | ---- | ---- | ---- |
| 1   | Irã           | 0   | 0     | 0     | 0     | 0      | 0      | MAX    | 0    | 0    | MAX  |
| 2   | Polônia       | 0   | 0     | 0     | 0     | 0      | 0      | MAX    | 0    | 0    | MAX  |
| 3   | Canadá        | 0   | 0     | 0     | 0     | 0      | 0      | MAX    | 0    | 0    | MAX  |
| 4   | Coreia do Sul | 0   | 0     | 0     | 0     | 0      | 0      | MAX    | 0    | 0    | MAX  |
| 5   | Porto Rico    | 0   | 0     | 0     | 0     | 0      | 0      | MAX    | 0    | 0    | MAX  |
| 6   | Cazaquistão   | 0   | 0     | 0     | 0     | 0      | 0      | MAX    | 0    | 0    | MAX  |

Resultados
| Data   | Hora  |               | Placar |               | Set 1 | Set 2 | Set 3 | Set 4 | Set 5 | Total | Relatório                  |
| ------ | ----- | ------------- | ------ | ------------- | ----- | ----- | ----- | ----- | ----- | ----- | -------------------------- |
| 21 ago | 11:00 | Irã           | –      | Cazaquistão   | –     | –     | –     |       |       | 0–0   | [Estatísticas] [Relatório] |
| 21 ago | 14:00 | Polônia       | –      | Porto Rico    | –     | –     | –     |       |       | 0–0   | [Estatísticas] [Relatório] |
| 21 ago | 17:00 | Canadá        | –      | Coreia do Sul | –     | –     | –     |       |       | 0–0   | [Estatísticas] [Relatório] |
| 22 ago | 11:00 | Irã           | –      | Porto Rico    | –     | –     | –     |       |       | 0–0   | [Estatísticas] [Relatório] |
| 22 ago | 14:00 | Polônia       | –      | Coreia do Sul | –     | –     | –     |       |       | 0–0   | [Estatísticas] [Relatório] |
| 22 ago | 17:00 | Canadá        | –      | Cazaquistão   | –     | –     | –     |       |       | 0–0   | [Estatísticas] [Relatório] |
| 23 ago | 11:00 | Irã           | –      | Coreia do Sul | –     | –     | –     |       |       | 0–0   | [Estatísticas] [Relatório] |
| 23 ago | 14:00 | Polônia       | –      | Canadá        | –     | –     | –     |       |       | 0–0   | [Estatísticas] [Relatório] |
| 23 ago | 17:00 | Porto Rico    | –      | Cazaquistão   | –     | –     | –     |       |       | 0–0   | [Estatísticas] [Relatório] |
| 25 ago | 11:00 | Irã           | –      | Canadá        | –     | –     | –     |       |       | 0–0   | [Estatísticas] [Relatório] |
| 25 ago | 14:00 | Polônia       | –      | Cazaquistão   | –     | –     | –     |       |       | 0–0   | [Estatísticas] [Relatório] |
| 25 ago | 17:00 | Coreia do Sul | –      | Porto Rico    | –     | –     | –     |       |       | 0–0   | [Estatísticas] [Relatório] |
| 26 ago | 11:00 | Irã           | –      | Polônia       | –     | –     | –     |       |       | 0–0   | [Estatísticas] [Relatório] |
| 26 ago | 14:00 | Canadá        | –      | Porto Rico    | –     | –     | –     |       |       | 0–0   | [Estatísticas] [Relatório] |
| 26 ago | 17:00 | Coreia do Sul | –      | Cazaquistão   | –     | –     | –     |       |       | 0–0   | [Estatísticas] [Relatório] |

### Grupo C
Classificação
|     |          |     | Jogos | Jogos | Jogos | Pontos | Pontos | Pontos | Sets | Sets | Sets |
| Pos | Equipe   | Pts | T     | V     | D     | V      | P      | R      | V    | P    | R    |
| --- | -------- | --- | ----- | ----- | ----- | ------ | ------ | ------ | ---- | ---- | ---- |
| 1   | Bulgária | 0   | 0     | 0     | 0     | 0      | 0      | MAX    | 0    | 0    | MAX  |
| 2   | Brasil   | 0   | 0     | 0     | 0     | 0      | 0      | MAX    | 0    | 0    | MAX  |
| 3   | Chéquia  | 0   | 0     | 0     | 0     | 0      | 0      | MAX    | 0    | 0    | MAX  |
| 4   | Colômbia | 0   | 0     | 0     | 0     | 0      | 0      | MAX    | 0    | 0    | MAX  |
| 5   | Japão    | 0   | 0     | 0     | 0     | 0      | 0      | MAX    | 0    | 0    | MAX  |
| 6   | Cuba     | 0   | 0     | 0     | 0     | 0      | 0      | MAX    | 0    | 0    | MAX  |

Resultados
| Data   | Hora  |          | Placar |          | Set 1 | Set 2 | Set 3 | Set 4 | Set 5 | Total | Relatório                  |
| ------ | ----- | -------- | ------ | -------- | ----- | ----- | ----- | ----- | ----- | ----- | -------------------------- |
| 21 ago | 11:00 | Bulgária | –      | Cuba     | –     | –     | –     |       |       | 0–0   | [Estatísticas] [Relatório] |
| 21 ago | 14:00 | Brasil   | –      | Japão    | –     | –     | –     |       |       | 0–0   | [Estatísticas] [Relatório] |
| 21 ago | 17:00 | Chéquia  | –      | Colômbia | –     | –     | –     |       |       | 0–0   | [Estatísticas] [Relatório] |
| 22 ago | 11:00 | Bulgária | –      | Japão    | –     | –     | –     |       |       | 0–0   | [Estatísticas] [Relatório] |
| 22 ago | 14:00 | Brasil   | –      | Colômbia | –     | –     | –     |       |       | 0–0   | [Estatísticas] [Relatório] |
| 22 ago | 17:00 | Chéquia  | -      | Cuba     | –     | –     | –     |       |       | 0–0   | [Estatísticas] [Relatório] |
| 23 ago | 11:00 | Bulgária | –      | Colômbia | –     | –     | –     |       |       | 0–0   | [Estatísticas] [Relatório] |
| 23 ago | 14:00 | Brasil   | –      | Chéquia  | –     | –     | –     |       |       | 0–0   | [Estatísticas] [Relatório] |
| 23 ago | 17:00 | Japão    | –      | Cuba     | –     | –     | –     |       |       | 0–0   | [Estatísticas] [Relatório] |
| 25 ago | 11:00 | Bulgária | –      | Chéquia  | –     | –     | –     |       |       | 0–0   | [Estatísticas] [Relatório] |
| 25 ago | 14:00 | Brasil   | –      | Cuba     | –     | –     | –     |       |       | 0–0   | [Estatísticas] [Relatório] |
| 25 ago | 17:00 | Colômbia | –      | Japão    | –     | –     | –     |       |       | 0–0   | [Estatísticas] [Relatório] |
| 26 ago | 11:00 | Chéquia  | –      | Japão    | –     | –     | –     |       |       | 0–0   | [Estatísticas] [Relatório] |
| 26 ago | 14:00 | Bulgária | –      | Brasil   | –     | –     | –     |       |       | 0–0   | [Estatísticas] [Relatório] |
| 26 ago | 17:00 | Colômbia | –      | Cuba     | –     | –     | –     |       |       | 0–0   | [Estatísticas] [Relatório] |

### Grupo D
Classificação
|     |           |     | Jogos | Jogos | Jogos | Pontos | Pontos | Pontos | Sets | Sets | Sets |
| Pos | Equipe    | Pts | T     | V     | D     | V      | P      | R      | V    | P    | R    |
| --- | --------- | --- | ----- | ----- | ----- | ------ | ------ | ------ | ---- | ---- | ---- |
| 1   | Itália    | 0   | 0     | 0     | 0     | 0      | 0      | MAX    | 0    | 0    | MAX  |
| 2   | Argentina | 0   | 0     | 0     | 0     | 0      | 0      | MAX    | 0    | 0    | MAX  |
| 3   | Tunísia   | 0   | 0     | 0     | 0     | 0      | 0      | MAX    | 0    | 0    | MAX  |
| 4   | França    | 0   | 0     | 0     | 0     | 0      | 0      | MAX    | 0    | 0    | MAX  |
| 5   | Ucrânia   | 0   | 0     | 0     | 0     | 0      | 0      | MAX    | 0    | 0    | MAX  |
| 6   | Indonésia | 0   | 0     | 0     | 0     | 0      | 0      | MAX    | 0    | 0    | MAX  |

Resultados
| Data   | Hora  |           | Placar |           | Set 1 | Set 2 | Set 3 | Set 4 | Set 5 | Total | Relatório                  |
| ------ | ----- | --------- | ------ | --------- | ----- | ----- | ----- | ----- | ----- | ----- | -------------------------- |
| 21 ago | 20:00 | Itália    | –      | Indonésia | –     | –     | –     |       |       | 0–0   | [Estatísticas] [Relatório] |
| 21 ago | 20:00 | Tunísia   | –      | França    | –     | –     | –     |       |       | 0–0   | [Estatísticas] [Relatório] |
| 21 ago | 20:00 | Argentina | –      | Ucrânia   | –     | –     | –     |       |       | 0–0   | [Estatísticas] [Relatório] |
| 22 ago | 20:00 | Argentina | –      | França    | –     | –     | –     |       |       | 0–0   | [Estatísticas] [Relatório] |
| 22 ago | 20:00 | Itália    | –      | Ucrânia   | –     | –     | –     |       |       | 0–0   | [Estatísticas] [Relatório] |
| 22 ago | 20:00 | Tunísia   | –      | Indonésia | –     | –     | –     |       |       | 0–0   | [Estatísticas] [Relatório] |
| 23 ago | 20:00 | Argentina | –      | Tunísia   | –     | –     | –     |       |       | 0–0   | [Estatísticas] [Relatório] |
| 23 ago | 20:00 | Ucrânia   | –      | Indonésia | –     | –     | –     |       |       | 0–0   | [Estatísticas] [Relatório] |
| 23 ago | 20:00 | Itália    | –      | França    | –     | –     | –     |       |       | 0–0   | [Estatísticas] [Relatório] |
| 25 ago | 20:00 | França    | –      | Ucrânia   | –     | –     | –     |       |       | 0–0   | [Estatísticas] [Relatório] |
| 25 ago | 20:00 | Itália    | –      | Tunísia   | –     | –     | –     |       |       | 0–0   | [Estatísticas] [Relatório] |
| 25 ago | 20:00 | Argentina | –      | Indonésia | –     | –     | –     |       |       | 0–0   | [Estatísticas] [Relatório] |
| 26 ago | 20:00 | França    | –      | Indonésia | –     | –     | –     |       |       | 0–0   | [Estatísticas] [Relatório] |
| 26 ago | 20:00 | Itália    | –      | Argentina | –     | –     | –     |       |       | 0–0   | [Estatísticas] [Relatório] |
| 26 ago | 20:00 | Tunísia   | –      | Ucrânia   | –     | –     | –     |       |       | 0–0   | [Estatísticas] [Relatório] |

## Chaveamento final
- Todos os horários de Jiangmen obedecem ao Horário da China (UTC+8).

|  | Oitavas-de-final | Oitavas-de-final |                |   | Quartas-de-final | Quartas-de-final |                |                | Semifinais | Semifinais |  |  | Final | Final |
|  |                  |                  |                |   |                  |                  |                |                |            |            |  |  |       |       |
|  | agosto – 10:00   |                  |                |   |                  |                  |                |                |            |            |  |  |       |       |
|  |                  |                  |                |   |                  |                  |                |                |            |            |  |  |       |       |
|  | Seleção          | 0                |                |   |                  |                  |                |                |            |            |  |  |       |       |
|  | Seleção          | 0                | agosto – 09:00 |   |                  |                  |                |                |            |            |  |  |       |       |
|  | Seleção          | 0                |                |   |                  |                  |                |                |            |            |  |  |       |       |
|  | Seleção          | 0                | Seleção        | 0 |                  |                  |                |                |            |            |  |  |       |       |
|  | agosto – 13:00   |                  | Seleção        | 0 |                  |                  |                |                |            |            |  |  |       |       |
|  |                  | Seleção          | 0              |   |                  |                  |                |                |            |            |  |  |       |       |
|  | Seleção          | Seleção          | 0              | 0 |                  |                  |                |                |            |            |  |  |       |       |
|  | Seleção          |                  | agosto – 16:00 | 0 |                  |                  |                |                |            |            |  |  |       |       |
|  | Seleção          | 0                |                |   |                  |                  |                |                |            |            |  |  |       |       |
|  | Seleção          | 0                | Seleção        | 0 |                  |                  |                |                |            |            |  |  |       |       |
|  | agosto – 16:00   |                  | Seleção        | 0 |                  |                  |                |                |            |            |  |  |       |       |
|  |                  | Seleção          | 0              |   |                  |                  |                |                |            |            |  |  |       |       |
|  | Seleção          | Seleção          | 0              | 0 |                  |                  |                |                |            |            |  |  |       |       |
|  | Seleção          | agosto – 14:00   |                | 0 |                  |                  |                |                |            |            |  |  |       |       |
|  | Seleção          | 0                |                |   |                  |                  |                |                |            |            |  |  |       |       |
|  | Seleção          | 0                | Seleção        | 0 |                  |                  |                |                |            |            |  |  |       |       |
|  | agosto – 16:00   |                  | Seleção        | 0 |                  |                  |                |                |            |            |  |  |       |       |
|  |                  | Seleção          | 0              |   |                  |                  |                |                |            |            |  |  |       |       |
|  | Seleção          | Seleção          | 0              | 0 |                  |                  |                |                |            |            |  |  |       |       |
|  | Seleção          |                  | agosto – 19:00 | 0 |                  |                  |                |                |            |            |  |  |       |       |
|  | Seleção          | 0                |                |   |                  |                  |                |                |            |            |  |  |       |       |
|  | Seleção          | 0                | Seleção        | 0 |                  |                  |                |                |            |            |  |  |       |       |
|  | agosto – 16:00   |                  | Seleção        | 0 |                  |                  |                |                |            |            |  |  |       |       |
|  |                  | Seleção          | 0              |   |                  |                  |                |                |            |            |  |  |       |       |
|  | Seleção          | Seleção          | 0              | 0 |                  |                  |                |                |            |            |  |  |       |       |
|  | Seleção          | agosto – 17:00   |                | 0 |                  |                  |                |                |            |            |  |  |       |       |
|  | Seleção          | 0                |                |   |                  |                  |                |                |            |            |  |  |       |       |
|  | Seleção          | 0                | Seleção        | 0 |                  |                  |                |                |            |            |  |  |       |       |
|  | agosto – 19:00   |                  | Seleção        | 0 |                  |                  |                |                |            |            |  |  |       |       |
|  |                  | Seleção          | 0              |   |                  |                  |                |                |            |            |  |  |       |       |
|  | Seleção          | Seleção          | 0              | 0 |                  |                  |                |                |            |            |  |  |       |       |
|  | Seleção          |                  | agosto – 19:00 | 0 |                  |                  |                |                |            |            |  |  |       |       |
|  | Seleção          | 0                |                |   |                  |                  |                |                |            |            |  |  |       |       |
|  | Seleção          | 0                | Seleção        | 0 |                  |                  |                |                |            |            |  |  |       |       |
|  | agosto – 19:00   |                  | Seleção        | 0 |                  |                  |                |                |            |            |  |  |       |       |
|  |                  | Seleção          | 0              |   | Terceiro Lugar   | Terceiro Lugar   |                |                |            |            |  |  |       |       |
|  | Seleção          | Seleção          | 0              | 0 | Terceiro Lugar   | Terceiro Lugar   |                |                |            |            |  |  |       |       |
|  | Seleção          | agosto – 20:00   | agosto – 20:00 | 0 |                  |                  | agosto – 16:00 | agosto – 16:00 |            |            |  |  |       |       |
|  | Seleção          | agosto – 20:00   | agosto – 20:00 | 0 |                  |                  | agosto – 16:00 | agosto – 16:00 |            |            |  |  |       |       |
|  | Seleção          | Seleção          | 0              | 0 | Seleção          | 0                |                |                |            |            |  |  |       |       |
|  | agosto – 19:00   | Seleção          | 0              |   | Seleção          | 0                |                |                |            |            |  |  |       |       |
|  |                  | Seleção          | 0              |   | Seleção          | 0                |                |                |            |            |  |  |       |       |
|  | Seleção          | Seleção          | 0              | 0 | Seleção          | 0                |                |                |            |            |  |  |       |       |
|  | Seleção          |                  |                | 0 |                  |                  |                |                |            |            |  |  |       |       |
|  | Seleção          | 0                |                |   |                  |                  |                |                |            |            |  |  |       |       |
|  | Seleção          | 0                |                |   |                  |                  |                |                |            |            |  |  |       |       |

### Classificação 5º–8º lugar
|  | Classificação 5º–8º lugar | Classificação 5º–8º lugar |   |                | Definição 5º lugar | Definição 5º lugar |  |
|  |                           |                           |   |                |                    |                    |  |
|  | agosto – 10:00            |                           |   |                |                    |                    |  |
|  | Seleção                   | 0                         |   |                |                    |                    |  |
|  | Seleção                   | 0                         |   |                |                    |                    |  |
|  |                           |                           |   |                |                    |                    |  |
|  |                           |                           |   |                | agosto – 13:00     |                    |  |
|  |                           |                           |   |                | Seleção            | 0                  |  |
|  |                           | Seleção                   | 0 |                |                    |                    |  |
|  |                           |                           |   |                |                    |                    |  |
|  |                           |                           |   |                |                    |                    |  |
|  |                           |                           |   |                | Definição 7º lugar |                    |  |
|  | agosto – 13:00            | agosto – 13:00            |   | agosto – 10:00 | agosto – 10:00     |                    |  |
|  | Seleção                   | 0                         |   | Seleção        | 0                  |                    |  |
|  | Seleção                   | 0                         |   |                | Seleção            | 0                  |  |

### Classificação 9º–16º lugar
|  | Classificação 9º–16º lugar | Classificação 9º–16º lugar |                |   | Classificação 9º–12º lugar | Classificação 9º–12º lugar |  |  | Definição 9º lugar | Definição 9º lugar |
|  |                            |                            |                |   |                            |                            |  |  |                    |                    |
|  | agosto – 09:00             |                            |                |   |                            |                            |  |  |                    |                    |
|  |                            |                            |                |   |                            |                            |  |  |                    |                    |
|  | Seleção                    | 0                          |                |   |                            |                            |  |  |                    |                    |
|  | Seleção                    | 0                          | agosto – 16:00 |   |                            |                            |  |  |                    |                    |
|  | Seleção                    | 0                          |                |   |                            |                            |  |  |                    |                    |
|  | Seleção                    | 0                          | Seleção        | 0 |                            |                            |  |  |                    |                    |
|  | agosto – 14:00             |                            | Seleção        | 0 |                            |                            |  |  |                    |                    |
|  |                            | Seleção                    | 0              |   |                            |                            |  |  |                    |                    |
|  | Seleção                    | Seleção                    | 0              | 0 |                            |                            |  |  |                    |                    |
|  | Seleção                    |                            | agosto – 19:00 | 0 |                            |                            |  |  |                    |                    |
|  | Seleção                    | 0                          |                |   |                            |                            |  |  |                    |                    |
|  | Seleção                    | 0                          | Seleção        | 0 |                            |                            |  |  |                    |                    |
|  | agosto – 17:00             |                            | Seleção        | 0 |                            |                            |  |  |                    |                    |
|  |                            | Seleção                    | 0              |   |                            |                            |  |  |                    |                    |
|  | Seleção                    | Seleção                    | 0              | 0 |                            |                            |  |  |                    |                    |
|  | Seleção                    | agosto – 19:00             |                | 0 |                            |                            |  |  |                    |                    |
|  | Seleção                    | 0                          |                |   |                            |                            |  |  |                    |                    |
|  | Seleção                    | 0                          | Seleção        | 0 |                            |                            |  |  |                    |                    |
|  | agosto – 20:00             |                            | Seleção        | 0 |                            |                            |  |  |                    |                    |
|  |                            | Seleção                    | 0              |   | Definição 11º lugar        | Definição 11º lugar        |  |  |                    |                    |
|  | Seleção                    | Seleção                    | 0              | 0 | Definição 11º lugar        | Definição 11º lugar        |  |  |                    |                    |
|  | Seleção                    |                            | agosto – 16:00 | 0 |                            |                            |  |  |                    |                    |
|  | Seleção                    | 0                          |                |   |                            |                            |  |  |                    |                    |
|  | Seleção                    | 0                          | Seleção        | 0 |                            |                            |  |  |                    |                    |
|  |                            |                            |                |   |                            |                            |  |  |                    |                    |
|  | Seleção                    | 0                          |                |   |                            |                            |  |  |                    |                    |
|  | Seleção                    | 0                          |                |   |                            |                            |  |  |                    |                    |

### Classificação 13º–16º lugar
|  | Classificação 13º–16º lugar | Classificação 13º–16º lugar |   |                | Definição 13º lugar | Definição 13º lugar |  |
|  |                             |                             |   |                |                     |                     |  |
|  | agosto – 10:00              |                             |   |                |                     |                     |  |
|  | Seleção                     | 0                           |   |                |                     |                     |  |
|  | Seleção                     | 0                           |   |                |                     |                     |  |
|  |                             |                             |   |                |                     |                     |  |
|  |                             |                             |   |                | agosto – 16:00      |                     |  |
|  |                             |                             |   |                | Seleção             | 0                   |  |
|  |                             | Seleção                     | 0 |                |                     |                     |  |
|  |                             |                             |   |                |                     |                     |  |
|  |                             |                             |   |                |                     |                     |  |
|  |                             |                             |   |                | Definição 15º lugar |                     |  |
|  | agosto – 13:00              | agosto – 13:00              |   | agosto – 13:00 | agosto – 13:00      |                     |  |
|  | Seleção                     | 0                           |   | Seleção        | 0                   |                     |  |
|  | Seleção                     | 0                           |   |                | Seleção             | 0                   |  |

### Classificação do 17º ao 24º lugares
|  | Classificação 17º–24º lugar | Classificação 17º–24º lugar |                |   | Classificação 17º–20º lugar | Classificação 17º–20º lugar |  |  | Definição 17º lugar | Definição 17º lugar |
|  |                             |                             |                |   |                             |                             |  |  |                     |                     |
|  | agosto – 10:00              |                             |                |   |                             |                             |  |  |                     |                     |
|  |                             |                             |                |   |                             |                             |  |  |                     |                     |
|  | Seleção                     | 0                           |                |   |                             |                             |  |  |                     |                     |
|  | Seleção                     | 0                           | agosto – 17:00 |   |                             |                             |  |  |                     |                     |
|  | Seleção                     | 0                           |                |   |                             |                             |  |  |                     |                     |
|  | Seleção                     | 0                           | Seleção        | 0 |                             |                             |  |  |                     |                     |
|  | agosto – 10:00              |                             | Seleção        | 0 |                             |                             |  |  |                     |                     |
|  |                             | Seleção                     | 0              |   |                             |                             |  |  |                     |                     |
|  | Seleção                     | Seleção                     | 0              | 0 |                             |                             |  |  |                     |                     |
|  | Seleção                     |                             | agosto – 19:00 | 0 |                             |                             |  |  |                     |                     |
|  | Seleção                     | 0                           |                |   |                             |                             |  |  |                     |                     |
|  | Seleção                     | 0                           | Seleção        | 0 |                             |                             |  |  |                     |                     |
|  | agosto – 13:00              |                             | Seleção        | 0 |                             |                             |  |  |                     |                     |
|  |                             | Seleção                     | 0              |   |                             |                             |  |  |                     |                     |
|  | Seleção                     | Seleção                     | 0              | 0 |                             |                             |  |  |                     |                     |
|  | Seleção                     | agosto – 20:00              |                | 0 |                             |                             |  |  |                     |                     |
|  | Seleção                     | 0                           |                |   |                             |                             |  |  |                     |                     |
|  | Seleção                     | 0                           | Seleção        | 0 |                             |                             |  |  |                     |                     |
|  | agosto – 13:00              |                             | Seleção        | 0 |                             |                             |  |  |                     |                     |
|  |                             | Seleção                     | 0              |   | Definição 19º lugar         | Definição 19º lugar         |  |  |                     |                     |
|  | Seleção                     | Seleção                     | 0              | 0 | Definição 19º lugar         | Definição 19º lugar         |  |  |                     |                     |
|  | Seleção                     |                             | agosto – 16:00 | 0 |                             |                             |  |  |                     |                     |
|  | Seleção                     | 0                           |                |   |                             |                             |  |  |                     |                     |
|  | Seleção                     | 0                           | Seleção        | 0 |                             |                             |  |  |                     |                     |
|  |                             |                             |                |   |                             |                             |  |  |                     |                     |
|  | Seleção                     | 0                           |                |   |                             |                             |  |  |                     |                     |
|  | Seleção                     | 0                           |                |   |                             |                             |  |  |                     |                     |

### Classificação 21º–23º lugar
|  | Classificação 21º–24º lugar | Classificação 21º–24º lugar |   |                | Definição 21º lugar | Definição 21º lugar |  |
|  |                             |                             |   |                |                     |                     |  |
|  | agosto – 08:00              |                             |   |                |                     |                     |  |
|  | Seleção                     | 0                           |   |                |                     |                     |  |
|  | Seleção                     | 0                           |   |                |                     |                     |  |
|  |                             |                             |   |                |                     |                     |  |
|  |                             |                             |   |                | agosto – 13:00      |                     |  |
|  |                             |                             |   |                | Seleção             | 0                   |  |
|  |                             | Seleção                     | 0 |                |                     |                     |  |
|  |                             |                             |   |                |                     |                     |  |
|  |                             |                             |   |                |                     |                     |  |
|  |                             |                             |   |                | Definição 23º lugar |                     |  |
|  | agosto – 14:00              | agosto – 14:00              |   | agosto – 10:00 | agosto – 10:00      |                     |  |
|  | Seleção                     | 0                           |   | Seleção        | 0                   |                     |  |
|  | Seleção                     | 0                           |   |                | Seleção             | 0                   |  |

## Classificação 17º–24º lugar
Resultados
| Data | Hora  |            | Placar |            | Set 1 | Set 2 | Set 3 | Set 4 | Set 5 | Total | Relatório                   |
| ---- | ----- | ---------- | ------ | ---------- | ----- | ----- | ----- | ----- | ----- | ----- | --------------------------- |
| ago  | 10:00 | Seleção A5 | 0–0    | Seleção C6 | –     | –     | –     |       |       | 0–0   | [Estatísticas] [ Relatório] |
| ago  | 10:00 | Seleção C5 | 0–0    | Seleção A6 | –     | –     | –     |       |       | 0–0   | [Estatísticas] [ Relatório] |
| ago  | 13:00 | Seleção B5 | 0–0    | Seleção D6 | –     | –     | –     |       |       | 0–0   | [Estatísticas] [ Relatório] |
| ago  | 13:00 | Seleção D5 | 0–0    | Seleção B5 | –     | –     | –     |       |       | 0–0   | [Estatísticas] [ Relatório] |

### Classificação 21º–23º lugar
Resultados
| Data | Hora  |              | Placar |              | Set 1 | Set 2 | Set 3 | Set 4 | Set 5 | Total | Relatório                   |
| ---- | ----- | ------------ | ------ | ------------ | ----- | ----- | ----- | ----- | ----- | ----- | --------------------------- |
| ago  | 09:00 | Perdedor QF1 | 0–0    | Perdedor QF3 | –     | –     | –     |       |       | 0–0   | [Estatísticas] [ Relatório] |
| ago  | 14:00 | Perdedor QF2 | 0–0    | Perdedor QF4 | –     | –     | –     |       |       | 0–0   | [Estatísticas] [ Relatório] |

### Classificação 17º–20º lugar
Resultados
| Data | Hora  |              | Placar |              | Set 1 | Set 2 | Set 3 | Set 4 | Set 5 | Total | Relatório                   |
| ---- | ----- | ------------ | ------ | ------------ | ----- | ----- | ----- | ----- | ----- | ----- | --------------------------- |
| ago  | 17:00 | Vencedor QF1 | 0–0    | VencedorQF3  | –     | –     | –     |       |       | 0–0   | [Estatísticas] [ Relatório] |
| ago  | 20:00 | Vencedor QF2 | 0–0    | Vencedor QF4 | –     | –     | –     |       |       | 0–0   | [Estatísticas] [ Relatório] |

### Vigésimo terceiro lugar
Resultados
| Data | Hora  |              | Placar |              | Set 1 | Set 2 | Set 3 | Set 4 | Set 5 | Total | Relatório                  |
| ---- | ----- | ------------ | ------ | ------------ | ----- | ----- | ----- | ----- | ----- | ----- | -------------------------- |
| ago  | 10:00 | Perdedor SF1 | 0–0    | Perdedor SF2 | –     | –     | –     |       |       | 0–0   | [Estatísticas][ Relatório] |

### Vigésimo primeiro lugar
Resultados
| Data | Hora  |              | Placar |              | Set 1 | Set 2 | Set 3 | Set 4 | Set 5 | Total | Relatório                  |
| ---- | ----- | ------------ | ------ | ------------ | ----- | ----- | ----- | ----- | ----- | ----- | -------------------------- |
| ago  | 13:00 | Vencedor SF1 | 0–0    | Vencedor SF2 | –     | –     | –     |       |       | 0–0   | [Estatísticas][ Relatório] |

### Décimo nono lugar
Resultados
| Data | Hora  |              | Placar |              | Set 1 | Set 2 | Set 3 | Set 4 | Set 5 | Total | Relatório    |
| ---- | ----- | ------------ | ------ | ------------ | ----- | ----- | ----- | ----- | ----- | ----- | ------------ |
| ago  | 16:00 | Perdedor SF1 | 0–0    | Perdedor SF2 | –     | –     | –     |       |       | 0–0   | [ Relatório] |

### Décimo sétimo lugar
Resultados
| Data | Hora  |              | Placar |              | Set 1 | Set 2 | Set 3 | Set 4 | Set 5 | Total | Relatório                 |
| ---- | ----- | ------------ | ------ | ------------ | ----- | ----- | ----- | ----- | ----- | ----- | ------------------------- |
| ago  | 18:15 | Vencedor SF1 | 0–0    | Vencedor SF2 | –     | –     | –     |       |       | 0–0   | [Estatísticas][Relatório] |

## Oitavas de final
Resultados
| Data | Hora  |            | Placar |            | Set 1 | Set 2 | Set 3 | Set 4 | Set 5 | Total | Relatório                   |
| ---- | ----- | ---------- | ------ | ---------- | ----- | ----- | ----- | ----- | ----- | ----- | --------------------------- |
| ago  | 10:00 | Seleção A2 | 0–0    | Seleção C3 | –     | –     | –     |       |       | 0–0   | [Estatísticas] [ Relatório] |
| ago  | 13:00 | Seleção B2 | 0–0    | Seleção D3 | –     | –     | –     |       |       | 0–0   | [Estatísticas] [ Relatório] |
| ago  | 16:00 | Seleção C2 | 0–0    | Seleção A3 | –     | –     | –     |       |       | 0–0   | [Estatísticas] [ Relatório] |
| ago  | 16:00 | Seleção D2 | 0–0    | Seleção B3 | –     | –     | –     |       |       | 0–0   | [Estatísticas] [ Relatório] |
| ago  | 16:00 | Seleção C1 | 0–0    | Seleção A4 | –     | –     | –     |       |       | 0–0   | [Estatísticas] [ Relatório] |
| ago  | 19:00 | Seleção A1 | 0–0    | Seleção C4 | –     | –     | –     |       |       | 0–0   | [Estatísticas] [ Relatório] |
| ago  | 19:00 | Seleção B1 | 0–0    | Seleção D4 | –     | –     | –     |       |       | 0–0   | [Estatísticas] [ Relatório] |
| ago  | 19:00 | Seleção D1 | 0–0    | Seleção B4 | –     | –     | –     |       |       | 0–0   | [Estatísticas] [ Relatório] |

## Classificação 9º–16º lugar
Resultados
| Data | Hora  |         | Placar |         | Set 1 | Set 2 | Set 3 | Set 4 | Set 5 | Total | Relatório                   |
| ---- | ----- | ------- | ------ | ------- | ----- | ----- | ----- | ----- | ----- | ----- | --------------------------- |
| ago  | 09:00 | Seleção | 0–0    | Seleção | –     | –     | –     |       |       | 0–0   | [Estatísticas] [ Relatório] |
| ago  | 14:00 | Seleção | 0–0    | Seleção | –     | –     | –     |       |       | 0–0   | [Estatísticas] [ Relatório] |
| ago  | 17:00 | Seleção | 0–0    | Seleção | –     | –     | –     |       |       | 0–0   | [Estatísticas] [ Relatório] |
| ago  | 20:00 | Seleção | 0–0    | Seleção | –     | –     | –     |       |       | 0–0   | [Estatísticas] [ Relatório] |

### Classificação 13º–16º lugar
Resultados
| Data | Hora  |         | Placar |         | Set 1 | Set 2 | Set 3 | Set 4 | Set 5 | Total | Relatório                   |
| ---- | ----- | ------- | ------ | ------- | ----- | ----- | ----- | ----- | ----- | ----- | --------------------------- |
| ago  | 10:00 | Seleção | 0–0    | Seleção | –     | –     | –     |       |       | 0–0   | [Estatísticas] [ Relatório] |
| ago  | 13:00 | Seleção | 0–0    | Seleção | –     | –     | –     |       |       | 0–0   | [Estatísticas] [ Relatório] |

### Classificação 9º–12º lugar
Resultados
| Data | Hora  |         | Placar |         | Set 1 | Set 2 | Set 3 | Set 4 | Set 5 | Total | Relatório                   |
| ---- | ----- | ------- | ------ | ------- | ----- | ----- | ----- | ----- | ----- | ----- | --------------------------- |
| ago  | 16:00 | Seleção | 0–0    | Seleção | –     | –     | –     |       |       | 0–0   | [Estatísticas] [ Relatório] |
| ago  | 19:00 | Seleção | 0–0    | Seleção | –     | –     | –     |       |       | 0–0   | [Estatísticas] [ Relatório] |

### Décimo quinto lugar
Resultado
| Data | Hora  |         | Placar |         | Set 1 | Set 2 | Set 3 | Set 4 | Set 5 | Total | Relatório                   |
| ---- | ----- | ------- | ------ | ------- | ----- | ----- | ----- | ----- | ----- | ----- | --------------------------- |
| ago  | 10:00 | Seleção | 0–0    | Seleção | –     | –     | –     |       |       | 0–0   | [Estatísticas] [ Relatório] |

### Décimo terceiro lugar
Resultado
| Data | Hora  |         | Placar |         | Set 1 | Set 2 | Set 3 | Set 4 | Set 5 | Total | Relatório                   |
| ---- | ----- | ------- | ------ | ------- | ----- | ----- | ----- | ----- | ----- | ----- | --------------------------- |
| ago  | 13:00 | Seleção | 0–0    | Seleção | –     | –     | –     |       |       | 0–0   | [Estatísticas] [ Relatório] |

### Décimo primeiro lugar
Resultado
| Data | Hora  |         | Placar |         | Set 1 | Set 2 | Set 3 | Set 4 | Set 5 | Total | Relatório                   |
| ---- | ----- | ------- | ------ | ------- | ----- | ----- | ----- | ----- | ----- | ----- | --------------------------- |
| ago  | 16:00 | Seleção | 0–0    | Seleção | –     | –     | –     |       |       | 0–0   | [Estatísticas] [ Relatório] |

### Nono lugar
Resultado
| Data | Hora  |         | Placar |         | Set 1 | Set 2 | Set 3 | Set 4 | Set 5 | Total | Relatório                   |
| ---- | ----- | ------- | ------ | ------- | ----- | ----- | ----- | ----- | ----- | ----- | --------------------------- |
| ago  | 19:00 | Seleção | 0–0    | Seleção | –     | –     | –     |       |       | 0–0   | [Estatísticas] [ Relatório] |

## Quartas de final
Resultados
| Data | Hora  |         | Placar |         | Set 1 | Set 2 | Set 3 | Set 4 | Set 5 | Total | Relatório                   |
| ---- | ----- | ------- | ------ | ------- | ----- | ----- | ----- | ----- | ----- | ----- | --------------------------- |
| ago  | 09:00 | Seleção | 0–0    | Seleção | –     | –     | –     |       |       | 0–0   | [Estatísticas] [ Relatório] |
| ago  | 14:00 | Seleção | 0–0    | Seleção | –     | –     | –     |       |       | 0–0   | [Estatísticas] [ Relatório] |
| ago  | 17:00 | Seleção | 0–0    | Seleção | –     | –     | –     |       |       | 0–0   | [Estatísticas] [ Relatório] |
| ago  | 20:00 | Seleção | 0–0    | Seleção | –     | –     | –     |       |       | 0–0   | [Estatísticas] [ Relatório] |

### Classificação do 5º ao 8º lugares
Resultados
| Data | Hora  |         | Placar |         | Set 1 | Set 2 | Set 3 | Set 4 | Set 5 | Total | Relatório                   |
| ---- | ----- | ------- | ------ | ------- | ----- | ----- | ----- | ----- | ----- | ----- | --------------------------- |
| ago  | 10:00 | Seleção | 0–0    | Seleção | –     | –     | –     |       |       | 0–0   | [Estatísticas] [ Relatório] |
| ago  | 13:00 | Seleção | 0–0    | Seleção | –     | –     | –     |       |       | 0–0   | [Estatísticas] [ Relatório] |

### Sétimo lugar
Resultado
| Data | Hora  |         | Placar |         | Set 1 | Set 2 | Set 3 | Set 4 | Set 5 | Total | Relatório                  |
| ---- | ----- | ------- | ------ | ------- | ----- | ----- | ----- | ----- | ----- | ----- | -------------------------- |
| ago  | 10:00 | Seleção | 0–0    | Seleção | –     | –     | –     |       |       | 0–0   | [Estatísticas] [Relatório] |

### Quinto lugar
Resultado
| Data | Hora  |         | Placar |         | Set 1 | Set 2 | Set 3 | Set 4 | Set 5 | Total | Relatório                   |
| ---- | ----- | ------- | ------ | ------- | ----- | ----- | ----- | ----- | ----- | ----- | --------------------------- |
| ago  | 13:00 | Seleção | 0–0    | Seleção | –     | –     | –     |       |       | 0–0   | [Estatísticas] [ Relatório] |

## Semifinais
Resultados
| Data | Hora  |         | Placar |         | Set 1 | Set 2 | Set 3 | Set 4 | Set 5 | Total | Relatório                   |
| ---- | ----- | ------- | ------ | ------- | ----- | ----- | ----- | ----- | ----- | ----- | --------------------------- |
| ago  | 16:00 | Seleção | 0–0    | Seleção | –     | –     | –     |       |       | 0–0   | [Estatísticas] [ Relatório] |
| ago  | 19:00 | Seleção | 0–0    | Seleção | –     | –     | –     |       |       | 0–0   | [Estatísticas] [ Relatório] |

### Terceiro lugar
Resultado
| Data | Hora  |         | Placar |         | Set 1 | Set 2 | Set 3 | Set 4 | Set 5 | Total | Relatório                   |
| ---- | ----- | ------- | ------ | ------- | ----- | ----- | ----- | ----- | ----- | ----- | --------------------------- |
| ago  | 16:00 | Seleção | 0–0    | Seleção | –     | –     | –     |       |       | 0–0   | [Estatísticas] [ Relatório] |

### Final
Resultado
| Data | Hora  |         | Placar |         | Set 1 | Set 2 | Set 3 | Set 4 | Set 5 | Total | Relatório                   |
| ---- | ----- | ------- | ------ | ------- | ----- | ----- | ----- | ----- | ----- | ----- | --------------------------- |
| ago  | 19:00 | Seleção | 0–0    | Seleção | –     | –     | –     |       |       | 0–0   | [Estatísticas] [ Relatório] |

## Classificação final
| Posição | Equipe |
| ------- | ------ |
| 1       |        |
| 2       |        |
| 3       |        |
| 4       |        |
| 5       |        |
| 6       |        |
| 7       |        |
| 8       |        |
| 9       |        |
| 10      |        |
| 11      |        |
| 12      |        |
| 13      |        |
| 14      |        |
| 15      |        |
| 16      |        |
| 17      |        |
| 18      |        |
| 19      |        |
| 20      |        |
| 21      |        |
| 22      |        |
| 23      |        |
| 24      |        |

| MVP (Most Valuable Player) | A definir |  |
| Oposto                     | A definir |  |
| 1º Ponteiro                | A definir |  |
| 2º Ponteiro                | A definir |  |
| 1° Central                 | A definir |  |
| 2º Central                 | A definir |  |
| Levantador                 | A definir |  |
| Líbero                     | A definir |  |

1. ↑  «A China conquistou o direito de sediar o Campeonato Mundial de Voleibol Masculino Sub-21 de 2025. A seleção chinesa de vôlei participará integralmente de competições internacionais no próximo ano. - Site oficial da Associação Chinesa de Voleibol». volleyballchina.com. Consultado em 6 de agosto de 2025
2. ↑  «Jiagmnen Sports Hall (China) será o local das partidas do Mundial Masculino de Vôlei sub-21 de 2025»